# 1104

## أحداث
- حصار عكا في الفترة ما بين 6 مايو و25 مايو.
- معركة حران الثانية: بالدوين الأول يقع أسيرا لدى السلاجقة، وتانكرد يصبح وصيا على ملكه

## مواليد
- ابن المتقنة فقيه سني شافعي
- فسيفولود الثاني

## وفيات
- إياز السلجوقي
- دقماق بن تتش السلجوقي